# Nedostatek zinku u rostlin
Nedostatek zinku u rostlin je fyziologické poškození rostlin. Je způsobeno nedostatkem příjmu zinku.
Mezi rostlinami se projevují velké druhové rozdíly jak v nárocích, tak i ve schopnosti příjmu Zn z půdy. Hladina zinku v rostlinách je velmi nízká. Zinek se vyskytuje především v kořenech, výhonech, a reprodukční orgány. Podle některých zdrojů se v rostlině transportuje zinek pomalu, ale na pohyblivost zinku v rostlině nejsou jednotné názory.
Mimo nedostatku zinku se zvláště v oblastech postižených průmyslovými emisemi, objevuje u rostlin jeho nadbytek.

## Obsah zinku
Zinek je rostlinami přijímán kořenovým systémem, převážně jako kationt Zn2+ a také v hydratovaných formách. Může být přijat také ve vhodné chelátové vazbě nebo jako Zn(OH). Rostlinami je zinek přijímán z půdního roztoku. Jeho nedostatek způsobuje odumírání vzrostných vrcholů, nadbytek chlorózu. Kořeny rostlin obsahují více zinku než nadzemní část.
Příjem zinku je blokován některými kovy, například Fe a Mn, Mg, Ca, Sr a Ba.

## Význam v rostlině
Zinek hraje významnou roli při regulaci metabolismu nukleových kyselin, inhibuje aktivitu ribonukleázy v rostlinných pletivech. Rovněž ovlivňuje metabolismus aminokyselin, bílkovin a cukrů. Hladina zinku má rovněž vliv na tvorbu chlorofylu a giberelinu.

## Symptomy
Nedostatek zinku se projevuje zakrslým vzrůstem, asymetrickým tvarem listů, bílo-zeleným zbarvením starších listů ve formě mezižilkové chlorózy, nekróz a fialového zbarvení. Listů je málo, jsou růžicovitě nahloučené, opadávají odspodu směrem k vrcholu.

## Ochrana rostlin
Zinek může být doplněn hnojivy - síranem zinečnatým, nebo chelátovými zinečnatými hnojivy.